# Debrework Zewdie
Tiến sĩ Debrework Zewdie, là cựu Giám đốc Chương trình AIDS toàn cầu của Ngân hàng Thế giới (từ tháng 9 năm 1994 đến tháng 11 năm 2014) và là Phó giám đốc điều hành và Giám đốc tác nghiệp của Quỹ Toàn cầu. Bà là người Ethiopia đã dẫn dắt về mặt chiến lược, thực hiện chính sách và quản lý các chương trình phát triển cấp quốc gia, cấp khu vực và toàn cầu cho các cơ quan quốc tế như Ngân hàng Thế giới và Quỹ Toàn cầu Phòng chống AIDS, Lao và Sốt rét. Với tư cách là một nhà miễn dịch học, bà đã khái niệm hóa và quản lý Chương trình HIV/AIDS đa quốc gia trị giá 1 tỷ USD đã thay đổi tình hình tài trợ AIDS và đi tiên phong trong phản ứng đa ngành quy mô lớn với tài trợ trực tiếp cho xã hội dân sự và khu vực tư nhân. Tiến sĩ Zewdie đã dẫn dắt phát biểu về chiến lược toàn cầu đầu tiên của Ngân hàng Thế giới về HIV/AIDS và Chương trình Hành động Toàn cầu về HIV/AIDS. Là một điều phối viên sáng lập toàn cầu của UNAIDS, cô là công cụ trong việc đưa cấu trúc hợp tác độc đáo của gia đình UNAIDS thành hiện thực làm việc, bồi dưỡng mối quan hệ đối tác mạnh mẽ giữa các cơ quan. Bà là một người ủng hộ cho sức khỏe của phụ nữ và là một Phó Chủ tịch sáng lập và là thành viên của Hội Phụ nữ và AIDS ở Châu Phi (SWAA).

## Công trình chọn lọc
- Tamara Sonia Boender, Françoise Barré-Sinoussi, David Cooper, Eric Goosby, Catherine Hankins, Michiel Heidenrijk, Menno de Jong, Michel Kazatchkine, Fola Laoye, Michael Merson, Peter Reiss, Tobias F Rinke de Wit, Khama Rogo, Onno Schellekens, Constance Schultsz, Kim C E Sigaloff, John Simon, Debrework Zewdie. Research in action: from AIDS to global health to impact. A symposium in recognition of the scientific contributions of Professor Joep Lange. Antivir. Ther. (Lond.) Antivir Ther 2015 (March) 18;20(1):101-8. Epub 2015 Feb 18. Print March 2015. Amsterdam Institute for Global Health and Development and Department of Global Health, Academic Medical Center, University of Amsterdam, Amsterdam, the Netherlands. s.boender@aighd.org.
- Samuel Lieberman, Pablo Gottret, Ethan Yeh, Joy de Beyer, Robert Oelrichs, Debrework Zewdie. International health financing and the response to AIDS. J Acquir Immune Defic Syndr 2009(November);52(Suppl 1):S38-44. Global HIV/AIDS Program, World Bank, Washington, DC 20433, USA.
- Peter Piot, Michael Bartos, Heidi Larson, Debrework Zewdie, Purnima Mane. Coming to terms with complexity: a call to action for HIV prevention. Lancet 2008(September) 5;372(9641):845-59. Epub 2008 Aug 5. Print September 2008. Joint United Nations Programme on HIV/AIDS (UNAIDS), Genève, Switzerland.
- Debrework Zewdie, Pedro Cahn, Craig McClure, Jacqueline Bataringaya. The role of HIV research in building health system capacity in developing countries. Curr Opin HIV AIDS 2008(July);3(4):481-8.Global HIV/AIDS Program of the World Bank Human Development Network, World Bank, Washington DC, USA.
- Debrework Zewdie, Kevin De Cock, Peter Piot. Sustaining treatment costs: who will pay? AIDS 2007(July);21(Suppl 4):S1-4. Global HIV/AIDS Program, The World Bank, 1818 H Street NW, Washington, DC 20010, USA. dzewdie@worldbank.org.
- Debrework Zewdie, Joep Marie Albert Lange, Daniel R. Kuritzkes. Rapid expansion of access to antiretroviral therapy (ART). AIDS 2004(June);18(Suppl 3):S1-3.
- Debrework Zewdie, Joep Marie Albert Lange, Jos Perriens, Daniel R. Kuritzkes. What policymakers should know about drug resistance and adherence in the context of scaling-up treatment of HIV infection. AIDS 2004(June);18(Suppl 3):S69-74. International AIDS Society and International Antiviral Therapy Evaluation Center, Academic Medical Center, University of Amsterdam, The Netherlands. j.lange@amc.uva.nl.
- Daniel R. Kuritzkes, Joep Marie Albert Lange, Debrework Zewdie. World Bank meeting concludes drug resistance should not prevent distribution of antiretroviral therapy to poor countries. Nat Med 2003;9(11):1343-4.
- Debrework Zewdie. Charging forward: leveraging a time of great momentum into concrete progress. 5th International Conference on Healthcare Resource Allocation for HIV/AIDS. April 15–17, 2002, Rio de Janeiro, Brazil. IAPAC Mon 2002(August);8(8):235-9. Global AIDS Campaign, World Bank, Washington, DC, USA.
- Peter Piot, Debrework Zewdie, Tomris Türmen. HIV/AIDS prevention and treatment. Lancet 2002(July);360(9326):86; author reply 87-8.